# Pivnica
Pivnica je ugostiteljski objekt, namijenjen posluživanju točenoga piva. Najčešće se povezuje uz Münchenom u Bavarskoj Plzenom ili Pragom, gdje gotovo svaka pivovara ima vlastitu pivnicu. 

## Poznate pivnice
- U Fleku
- Hofbräuhaus